# Josh Shapiro
Joshua David Shapiro (Kansas City (Missouri), 20 de junho de 1973) é um advogado e político estadounidense, atual governador da Pensilvânia desde 17 de janeiro de 2023. Previamente foi advogado-geral da Pensilvânia de 2017 a 2023. É membro do Partido Democrata, tendo sido membro da Câmara de Representantes da Pensilvânia e presidente da Junta de Comissários do Condado de Montgomery. Shapiro foi o nomeado pelo Partido Democrata para governador da Pensilvânia nas eleições de 2022, e derrotou de modo contundente o candidato republicano Doug Mastriano.
Shapiro foi mencionado como potencial running mate da candidata democrata Kamala Harris nas eleições presidenciais dos Estados Unidos de 2024, mas acabou preterido.

## Vida pessoal
Shapiro é casado com Lori. O casal tem quatro filhos e vive em Abington, Pensilvânia. Shapiro é judeu.
Na madrugada do dia 13 de abril de 2025, Shapiro sofreu um atentado cometido por um incendiário, que ateou fogo na residência oficial do governo do estado da Pensilvânia em Harrisburg. O incêndio foi controlado pelos bombeiros e causou danos significativos a uma parte da residência. Na madrugada do mesmo dia, a polícia do mesmo estado prendeu um homem suspeito de ser o responsável pelo incêndio à residência oficial do governo do estado. O suspeito, identificado como Cody Balmer, de 38 anos, se entregou à polícia e admitiu ter ódio do democrata em depoimento.